# Майкл Де Санта
Майкл Де Санта (англ. Michael De Santa) — один з трьох протагоністів гри Grand Theft Auto V, колишній грабіжник банків, йому за 40. Одружений, перебуває з дружиною Амандою у ворожих стосунках, має двох дітей-підлітків (Трейсі та Джиммі). Живе в елітному районі Рокфорд-Гіллз в Лос-Сантосі.
До подій гри займався бізнесом на Східному узбережжі. Під час пограбування в Північному Янктоні був поранений і заарештований, але йому вдалося домовиться з FIB, змінити прізвище (справжнє прізвище — Таунлі (англ. Townley)) і інсценувати свою смерть. Після чого переїхав з родиною в Лос-Сантос і купив маєток в районі Рокфорд-Хіллс. Він знаходиться в програмі захисту свідків. Майкл бажає забути кримінальне минуле, стати гарним сім'янином, ростити дітей і повністю змінитися.
Проте на початку гри видно, що життя не зовсім добре склалося — з одного боку багате життя в елітному районі Лос-Сантосу, з іншого — стервозна дружина, яка йому зраджує, і діти, стосунки з якими нічим не кращі. Та все змінюється, коли Майкл зустрічає Франкліна — амбіційного хлопця з гетто. Майкл вирішує знову взятися за те, що він вміє найкраще — грабувати банки.
Унікальне вміння — уповільнення часу під час стрільби.

## Біографія

### До подій GTA V
Майкл займався кримінальним бізнесом на Середньому Заході, в штаті Північний Янктон, задовго до переїзду в Лос-Сантос. У нього з'явилася сім'я саме в цей час. Він зустрів колишнього льотчика ВПС США Тревора Філіпса. У них були спільні інтереси в криміналі і незабаром вони стали близькими друзями.
Однак, Майкл вирішив піти на угоду з FIB. Після невдалого пограбування Майкл змінює прізвище та разом з родиною переселяється в Сан-Андреас, в мегаполіс Лос-Сантос.

### GTA V
Незабаром життя Майкла стає набагато гірше. Стервозна дружина Аманда зраджує йому і спускає всі гроші в дорогих бутіках. Його діти Джиммі і Трейсі лаються і з батьком, і між собою. Життя стає безглуздим і єдиною розвагою Майкла стає перегляд старих екшенів і алкоголь. Щоб налагодити життя, він вирушає до психотерапевта, але і той не в силах допомогти.
Незабаром Майкл вирішує повернутися в кримінал, бо він просто залежний від хаосу, і це йому подобається. Він зустрічає Франкліна, його знаходить Тревор, і всі вони вирішують заробити гроші за допомогою грабежів.

## Вміння і навички
Майкл водить машину не так добре, як Франклін. Він поступається Тревору в рукопашному бою. Але він найкращий стрілець в команді. Також Майкл «мозок» цієї команди і всіма планами щодо пограбування переважно займається він.
У самій грі Майкл володіє унікальною здатністю, як і всі інші герої гри. Він уповільнює час як Франклін, але робить це під час стрільби.

## Стосунки з іншими персонажами
- Тревор: вони познайомилися один з одним задовго до подій GTA V і були близькими друзями. Однак дружбі прийшов кінець, коли Майкл уклав угоду з FIB. Вони розійшлися, але все ж залишилися друзями. А тепер у них дуже складні стосунки, і вони часто сперечаються.
- Франклін: Майкл побачив у ньому потенціал і став брати його на справу. Пізніше вони стали друзями і навіть більше: вони стали як батько і син. У Франкліна ж ніколи не було сім'ї, і дружба з Майклом йому дуже подобалася. Також Майкл може допомогти піднятися йому в злочинній кар'єрі.
- Аманда: в якийсь момент вони закохалися один в одного, одружилися і завели дітей. Однак, на момент гри вони один одного на дух не переносять. Ненависть Аманди до Майкла пояснюється тим, що він погано ставився до неї останні кілька років.
- Джиммі: відносини з сином у Майкла дуже жахливі і заплутані. Вони часто сперечаються. Однак, незважаючи ні на що, він намагається налагодити з ним контакт.
- Трейсі: з нею стосунки у Майкла не краще ніж з Джиммі. Вони теж сперечаються і якщо про щось говорять, то тільки сперечаються. У трейлері про Майкла видно, як він відбирає у неї пульт, заламуючи руки.

### Зовнішній вигляд
Майкл — темноволосий чоловік у віці. Він досить добре виглядає, попри те, що йому за сорок. Він добре одягається, найчастіше в костюми сірого кольору, акуратно стрижеться, завжди охайний. Має зайву вагу, особливо це помітно під час його бігу. Але, попри це, він у хорошій формі: може і бігати на великі відстані і здійснювати велопрогулянки. Займається спортом.

## Цікаві факти
- Майкл — перший герой Grand Theft Auto V, якого придумали розробники.
- Перший герой в серії, що має свою сім'ю (дружину і дітей).
- Найстаріший герой GTA (йому понад сорок років).
- Як мінімум, двічі судимий.
- З самого народження Майкл носив прізвище Таунлі. Але, потрапивши в програму по захисту свідків, він змінив її на Де Санта.
- У попередній версії гри мав дещо інше обличчя, менше зайвої ваги і виглядав старшим.
- Через свою зовнішність, вік, колишню роботу на уряд і здібності має схожість з Максом Пейном.
- Перший (разом з Тревором) протагоніст серії, який може померти за бажанням гравця.
- Має активний рахунок в Maze Bank
- Поряд з Франкліном другий протагоніст, який убив іншого протагоніста (перший Тревор). (При виборі кінцівки «Вбити Тревора» якщо Франклін не вистрілить у Тревора, то це зробить Майкл).